# Johann Gottfried von Herder
Johann Gottfried von Herder hay Johann Gottfried Herder là nhà thơ, nhà triết học người Đức. Ông là một trong những nhà triết học quan trọng nhất của triết học cổ điển Đức, đồng thời cũng là một trong những người đứng đầu phong trào văn học, nghệ thuật rất nổi tiếng trong lịch sử Đức, Bão táp và xung kích (Sturm und Drang).

## Tư tưởng triết học
Johann Gottfried von Herder là một trong những nhà triết học quan trọng của triết học cổ điển Đức. Cũng giống như nhiều người theo trào lưu triết học lúc đó của Đức, gồm Immanuel Kant và Georg Wilhelm Friedrich Hegel, ông cũng nhìn nhận triết học theo thế giới quan duy tâm. Ông cho rằng, ở trên Trái Đất này không hề có chân lý mà chân lý là ở trong vũ trụ xa xăm. Con người tuy là con Trái Đất nhưng cũng là con của vũ trụ bởi Trái Đất nằm trong vũ trụ. Theo Herder, con người chỉ là một bộ phận của cái toàn thể lớn lao ấy, hài hòa ấy. Con người chỉ là một bộ phận trong con số khổng lồ của những sinh vật, mà khi đó Thượng đế biểu hiện ra một điều rằng con người là một mắt xích, một bậc thang bắt đầu từ chỗ thấp nhất đến chỗ cao nhất. Cái thang ấy hoàn toàn có thể đi xa hơn, từ cây cỏ đến con người và từ con người đến nơi xa hơn. Như vậy, theo lập luận của mình, Herder cho rằng con người cũng như mọi thứ trong vũ trụ đều không bị mất đi mà tồn tại vĩnh viễn. Như thế là có cả những linh hồn đang sống và trong đó chân lý đang tồn tại. Rõ ràng trong lý luận của mình, Herder đã cho ta thấy rõ màu sắc thần bí và trừu tượng như hầu hết tư tưởng của các nhà triết học cổ điển Đức.
Tuy chịu ảnh hưởng của Kant, nhưng Herder cũng không ngần ngại lên tiếng phê phán tư tưởng triết học của ông. Ông cùng Johann Georg Hamman đã cho rằng Kant đã không chú ý đến việc xem ngôn ngữ là khởi thủy của một nhận thức sơ khai. Herder còn cho rằng con người trong quá trình cảm nhận đã "sơ đồ hóa một cách siêu việt" ("metaschematisiert") và sự kiện này đã noi trước các nhận thức sau này của tâm lý học hình thái (Gestaltpsychologie). Đây là một trong những phê phán có trọng lượng nhất về triết học Kant.

## Hoạt động văn học
Johann Gottfried Herder là một trong những nhà thơ đầu tiên của phong trào nghệ thuật Bão táp và xung kích. Ông là người bạn thân thiết của Johann Wolfgang von Goethe. Chính Herder chứ không phải ai khác đã khơi dậy lòng yêu thích Shakespeare, Ossian và hình thức thơ ca dân gian (Volkspoesie) ở Goethe. Ngoài ra, ông cũng là người ủng hộ Illuminati.

## Tưởng nhớ
Người ta đã sử dụng tên của Herder để đặt cho tiểu hành tinh 8158 Herder.